# Čubovka
Čubovka (rusky Чубовка) je vesnice v Rusku v Samarské oblasti.
Obec byla založena v roce 1732 při stavbě Novozakamské obranné linie (tatarský val). Původní jméno obce bylo Fedorovskoje podle seržanta S. Fedorova. Obec měla ještě jedno jméno – Horní Padovka – podle místní řeky Padovky.
První kostel byl postaven v roce 1769 a vysvěcen ve jménu ochrany Matky Boží. V letech 2009-2010 byl přestavěn na kamenný. V roce 1928 byly venkovské statky sloučeny do kolchozu „Cesta ke komunismu“. Během války (1941–1945) odešlo do boje 400 obyvatel obcí Syrejka a Čubovka a 122 z nich se nevrátilo. V roce 1985 byl v obci postaven památník obránců vlasti. V padesátých létech se začal v obci vyvíjet ropný průmysl. S růstem produkce ropy byly postaveny nové domy a nemocnice.
Místním rodákem je herec Gennadij Juchtin.

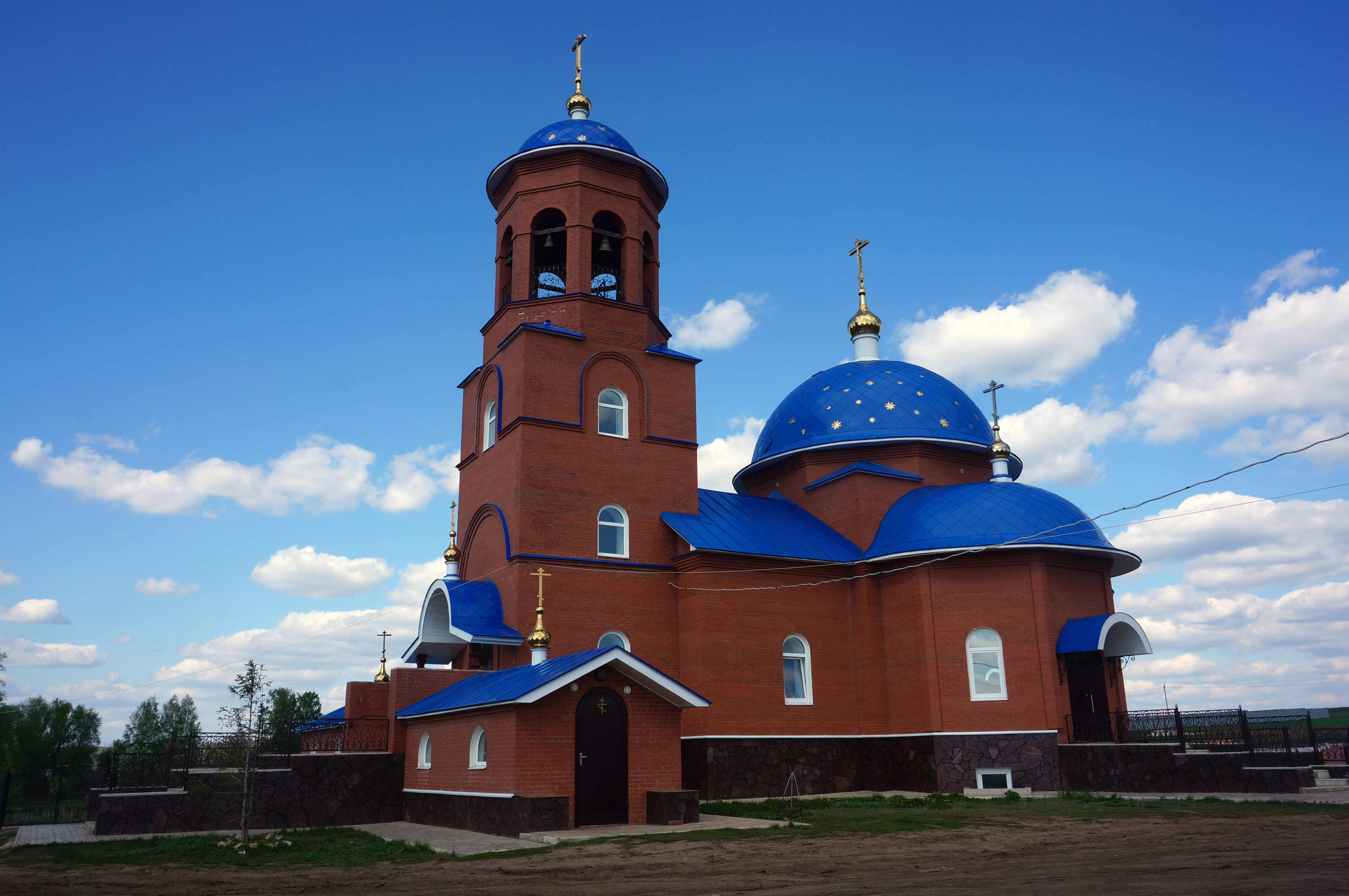
Kostel v Čubovce
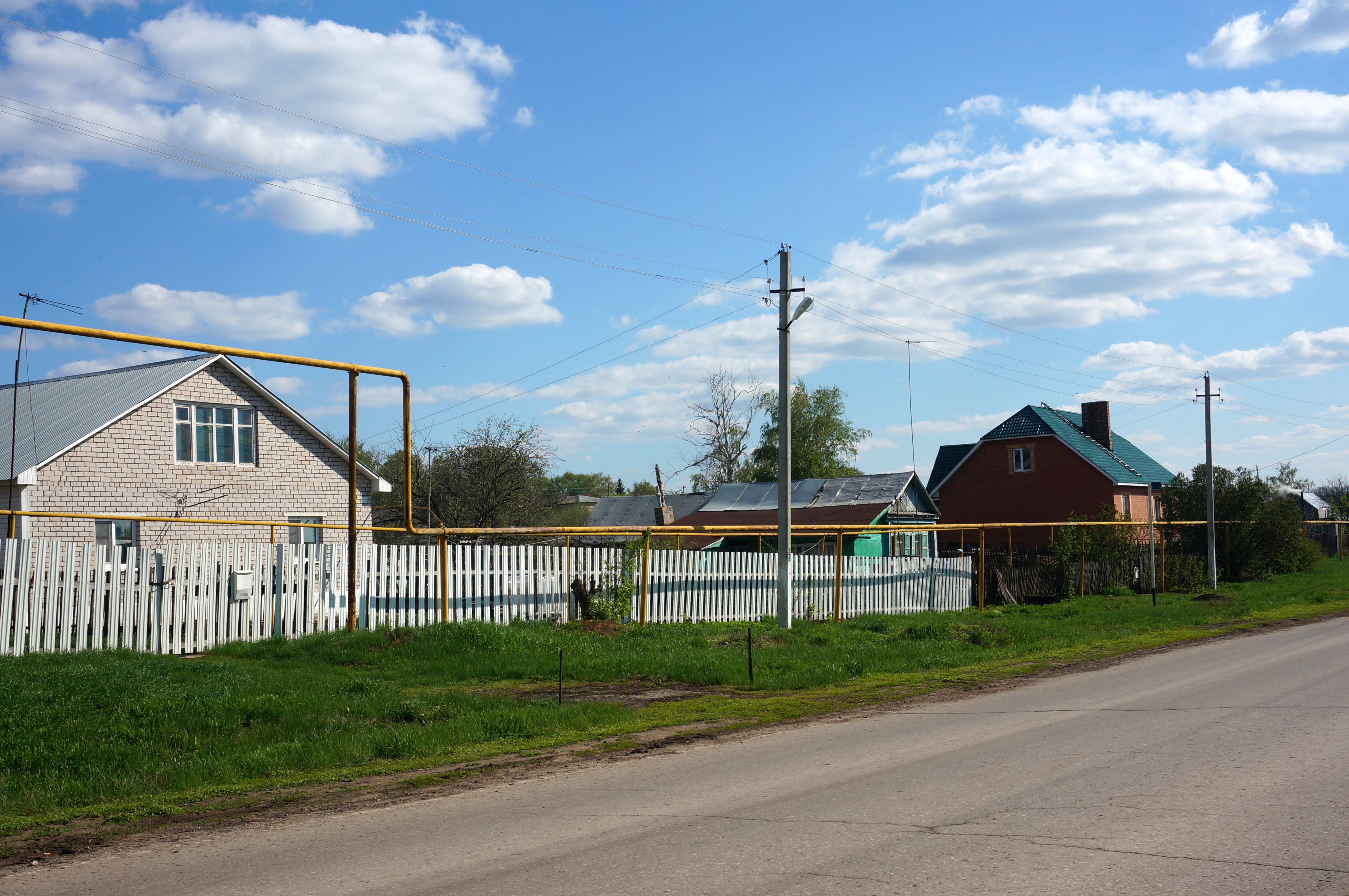
Domy v Čubovce